# Miloš Axman
Miloš Axman (20. listopadu 1926 Litovel – 30. ledna 1990 Brno) byl český sochař, profesor, rektor AVU a politik Komunistické strany Československa.

## Biografie
Miloš Axman se narodil 20. listopadu v roce 1926 v Litovli. Pocházel z ekonomicky neutěšeného prostředí rodiny zkrachovalého knihtiskaře, na kterou drtivě dopadly důsledky Velké hospodářské krize. 
V roce 1937 byl přijat na litovelské reálné gymnázium (dnes Gymnázium Jana Opletala), kde se seznámil se studentem posledního ročníku Janem Opletalem, jedním z vůdců budoucího studentského odboje, který zaplatil za svůj postoj životem. Axman se na škole za okupace v roce 1942 zúčastnil přípravy ostře protiokupační a antifašistické divadelní hry a byl „jen“ vyloučen ze školy. 
Poté pracoval jako lesní dělník v Baťových závodech ve Zlíně. Kvůli uzavření českých vysokých škol 17. listopadu 1939 začal svoje výtvarné vzdělávání v baťově Škole umění ve Zlíně, kam docházel mezi lety 1943 a 1947. Tato soukromá škola neměla status vysoké školy, ale fakticky nabízela vysokoškolskou úroveň vzdělání, což dokládá, že sochařské ateliéry vedli profesoři Vincenc Makovský a Jan Kavan. Vedení školy se v pedagogických postupech inspirovalo progresivní školou Bauhaus. 
V závěru války se Axman podílel na odbojové činnosti. Byl součástí buňky organizace Naše Pravda, která zajišťovala spojovací článek mezi partyzány moravsko-slovenského pomezí a dělnickými odbojovými skupinami ve Zlínských závodech. Za svoje protifašistické aktivity byl Axman za třetí republiky vyznamenán. Jeho odbojářský kolega, malíř Václav Chad, byl v únoru roku 1945 odhalen gestapem a popraven.
Po studiích působil jako Kavanův asistent ve Zlíně a od roku 1952 působil na katedře teorie architektury a výtvarné výchovy FA VUT v Brně. Nejprve jako Makovského asistent a v letech 1962–1980 jako vedoucí. Mezitím od roku 1973 začal vyučovat také sochařství na pražské AVU, kde se roku 1976 stal rektorem a tuto funkci vykonával až do roku 1985.
Angažoval se i politicky a společensky. Na jaře roku 1945 vstoupil, společně s většinou spolužáků a pedagogického sboru, manifestačně do KSČ a byl funkcionářem ve Svazu československých výtvarných umělců. Ve volbách roku 1971 byl zvolen za KSČ do Sněmovny lidu Federálního shromáždění za volební obvod Jihomoravský kraj. Mandát obhájil ve volbách roku 1976 (obvod Brno-město-severozápad) a ve FS setrval do konce funkčního období, tedy do voleb roku 1981.

## Dílo
Většinu svého života tvořil realisticky pojednou figurou v pozdně modernistické zkratce, někdy kombinovanou s geometrickou abstrakcí jako dekorativní doprovod. V komornější plastice citoval předválečný surrealismus a prvorepublikovou avantgardu inspirovanou především tvorbou Ladislava Zívra nebo Vincence Makovského ze 30. let 20. století. Tématem jeho soch byl většinou člověk a práce a další sociální témata. Sociální rozměr akcentuje například jeho socha Dojička z roku 1952. Pro reálně socialistický režim vytvořil také řadu oslavných památníků. Jedná se o monumentální pomníky připomínající důležité události, zejména z českých dějin ale také pomníky komunistických vůdců (památník umučeným v Prlově z roku 1947, nebo z roku 1950 dva projekty pro památník osvobození v Praze 14. říjen 1918 a Dukelský bojovník, socha Klementa Gottwalda v Kroměříži z roku 1975), případně pomníky různým osobnostem (Mikoláš Aleš, Václav Chad, Alois Jirásek (spolu s Makovským), Michelangelo).
Je také autorem sochy Bratrství v boji, která stojí před památníkem 2. světové války v Hrabyni poblíž Opavy, nebo Pomníku babické tragédie v obci Babice (případ Babice v roce 1951), který byl odhalen 21. září 1975, do roku 1997 chráněný jako kulturní památka z politických důvodů a v obci zůstal i po roce 1990.
Mediálně je nejznámější jeho sousoší s oficiálním kontroverzním názvem Komunisté nebo také Památník budování socialismu. Podle sochařova syna byl ateliérovým názvem Pracující. Toto sousoší navrhl Axman už v roce 1956. Formálně je velmi podobné slavnějšímu dílu Nový věk pro Expo 58 v Bruselu od Vincence Makovského, které je umístěné před Federálním shromážděním (v současnosti budovou Národního muzea) v Praze a před Brněnskými výstavištěm a je kulturní památkou. Makovský se totiž nechal ve svém díle inspirovat modelem svého studenta – Milošem Axmanem. Axmanova socha byla realizována až v roce 1973 v Brně na Moravském náměstí a v roce 1977 v Ostravě proti Úřadu městského obvodu Ostrava-Jih. Brněnská realizace byla odstraněna vzápětí po revoluci v roce 1990. Od roku 2021 je v ohrožení plánovanou netransparentní privatizací veřejného prostranství i realizace v městském obvodu Ostrava-Jih. Svojí formálně kvalitní a řemeslně dokonalou tvorbou ve stylu pozdní, a od 80. let neaktuální moderny, byl Miloš Axman souputníkem ostravského sochaře Vladislava Gajdy.

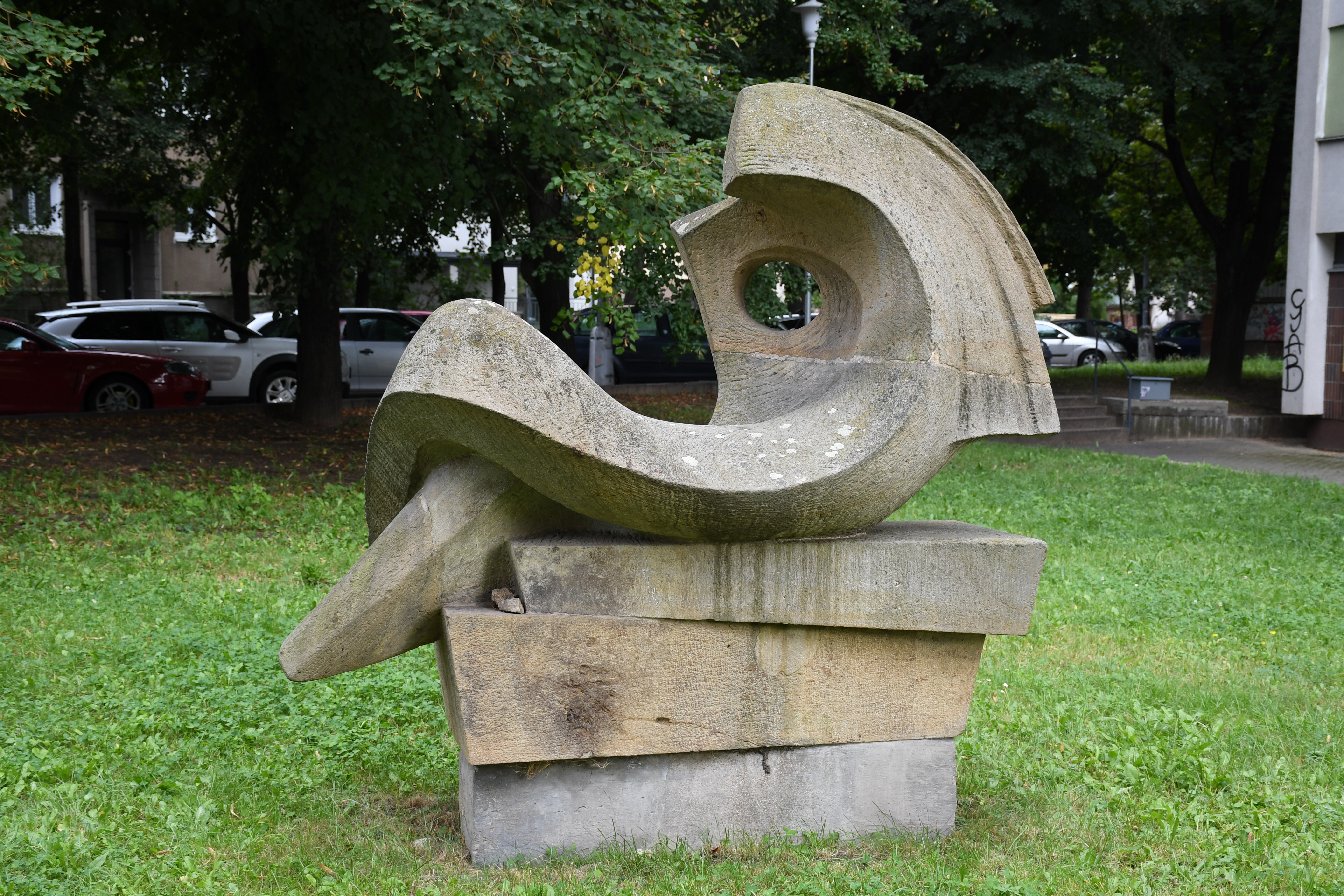
Černá Pole, Brno-Černá Pole 1969
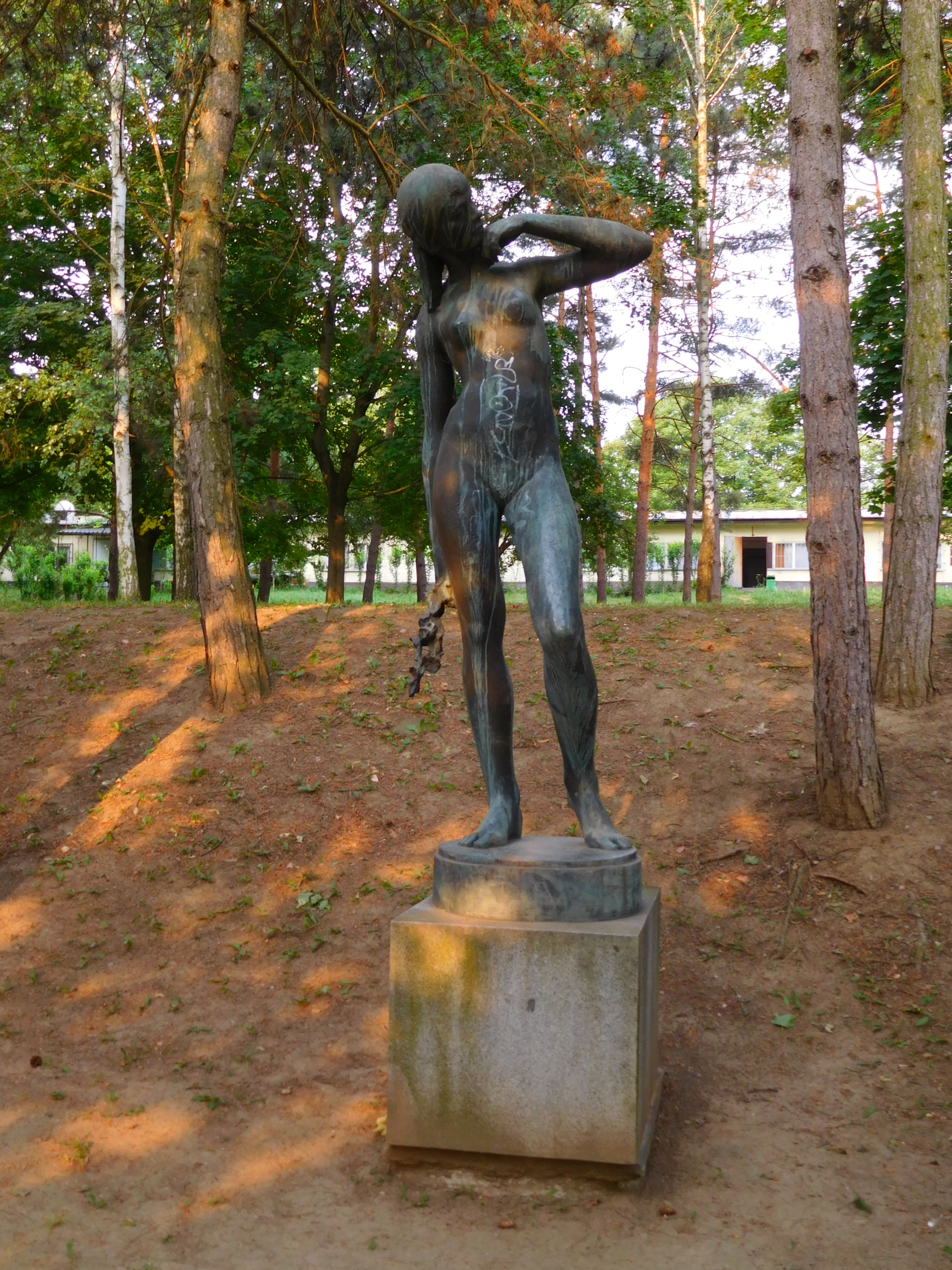
Mládí, Brno-Královo Pole 1973
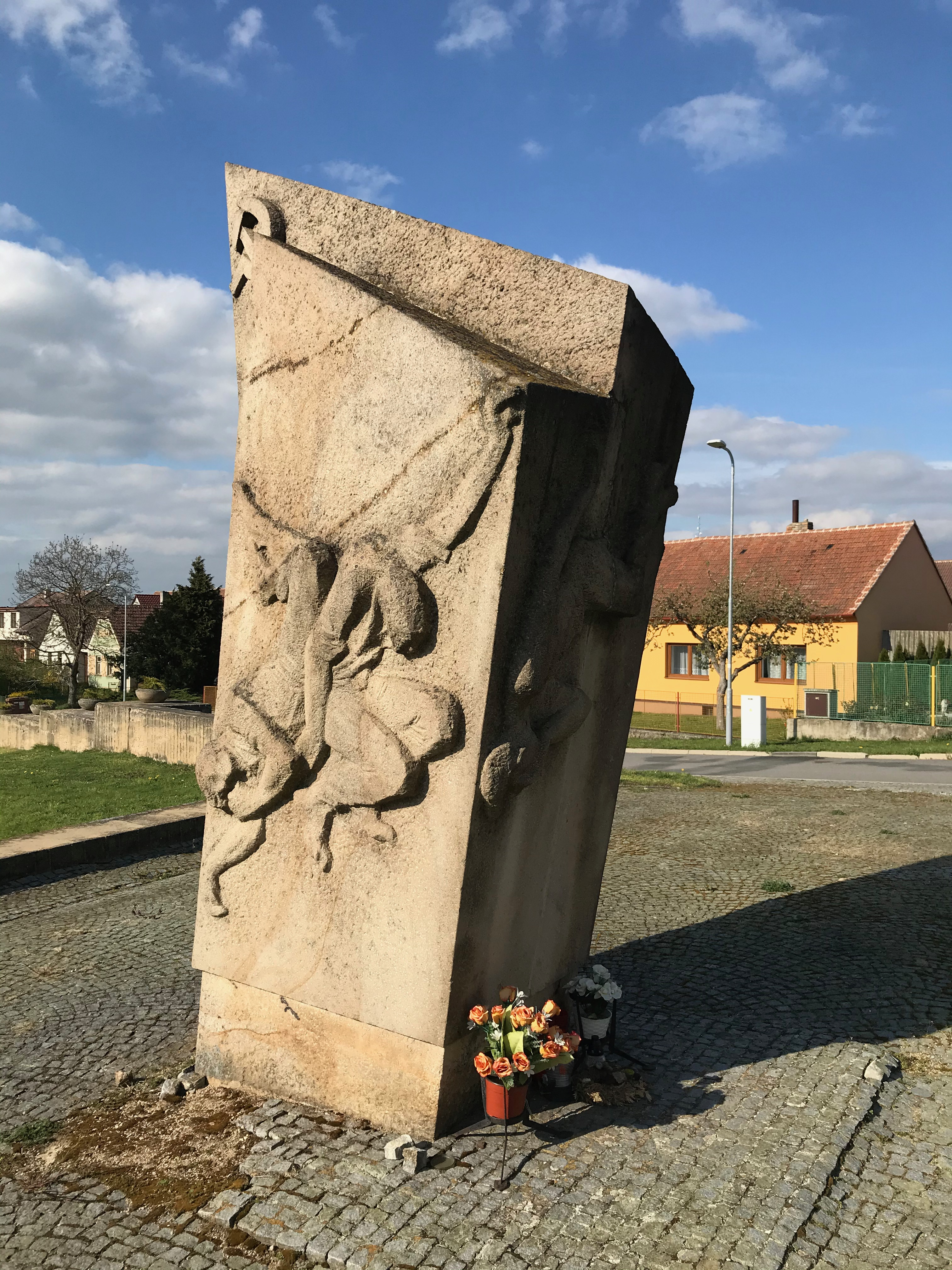
Pomník babické tragédie, Třebíč 1975
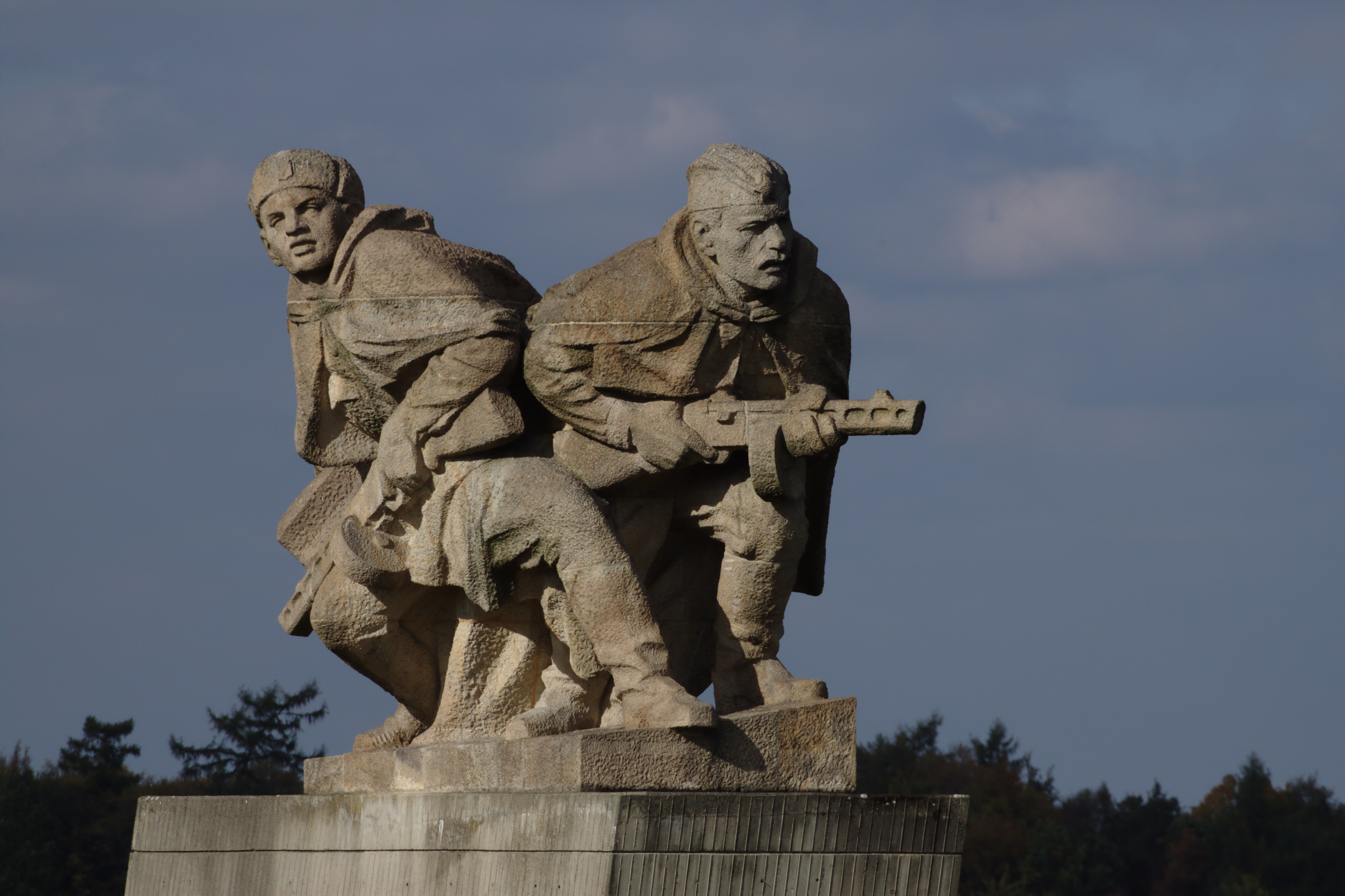
Bratrství v boji, Hrabyně 1981
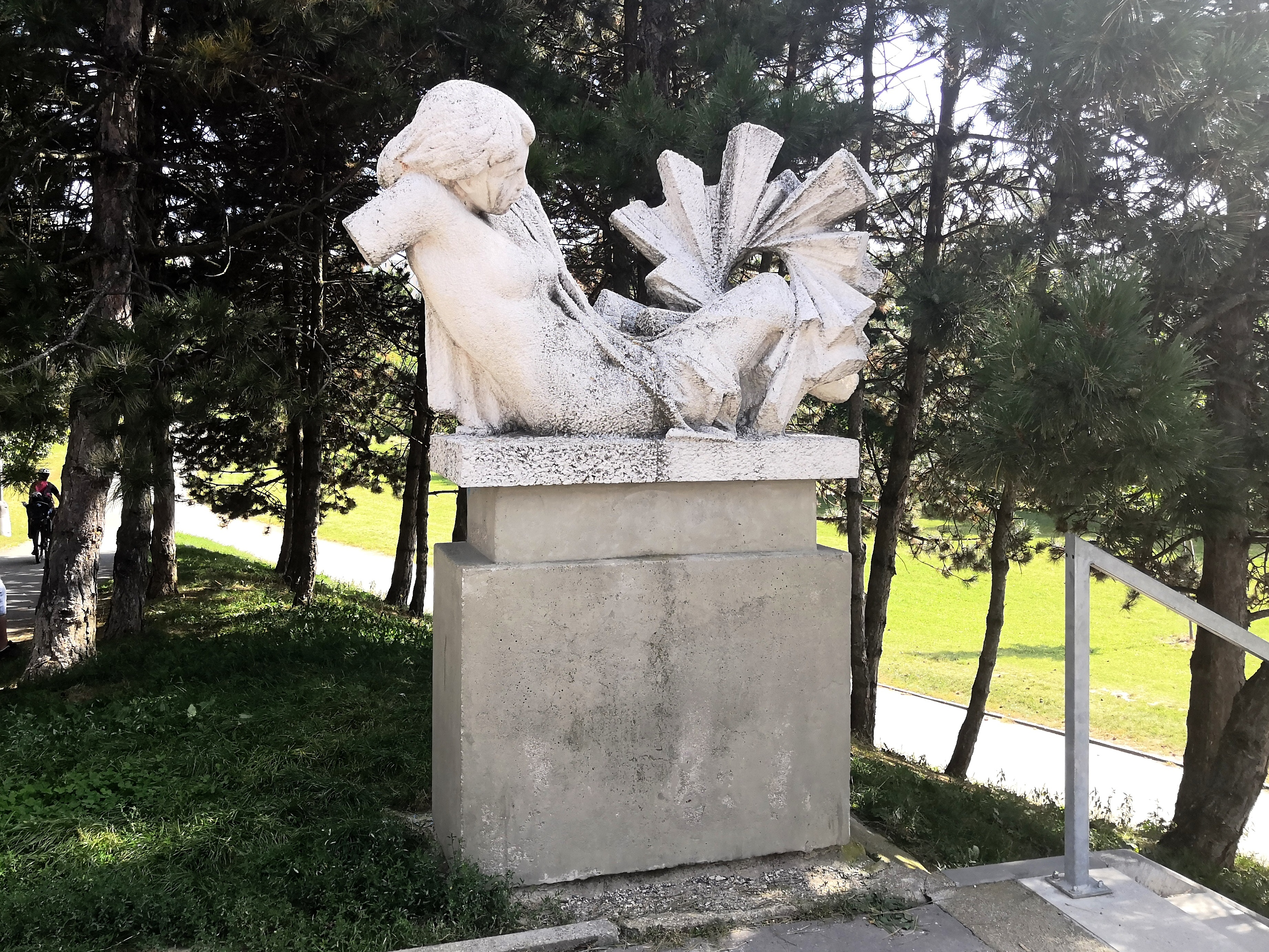
Ležící žena, Brno-Líšeň 1989
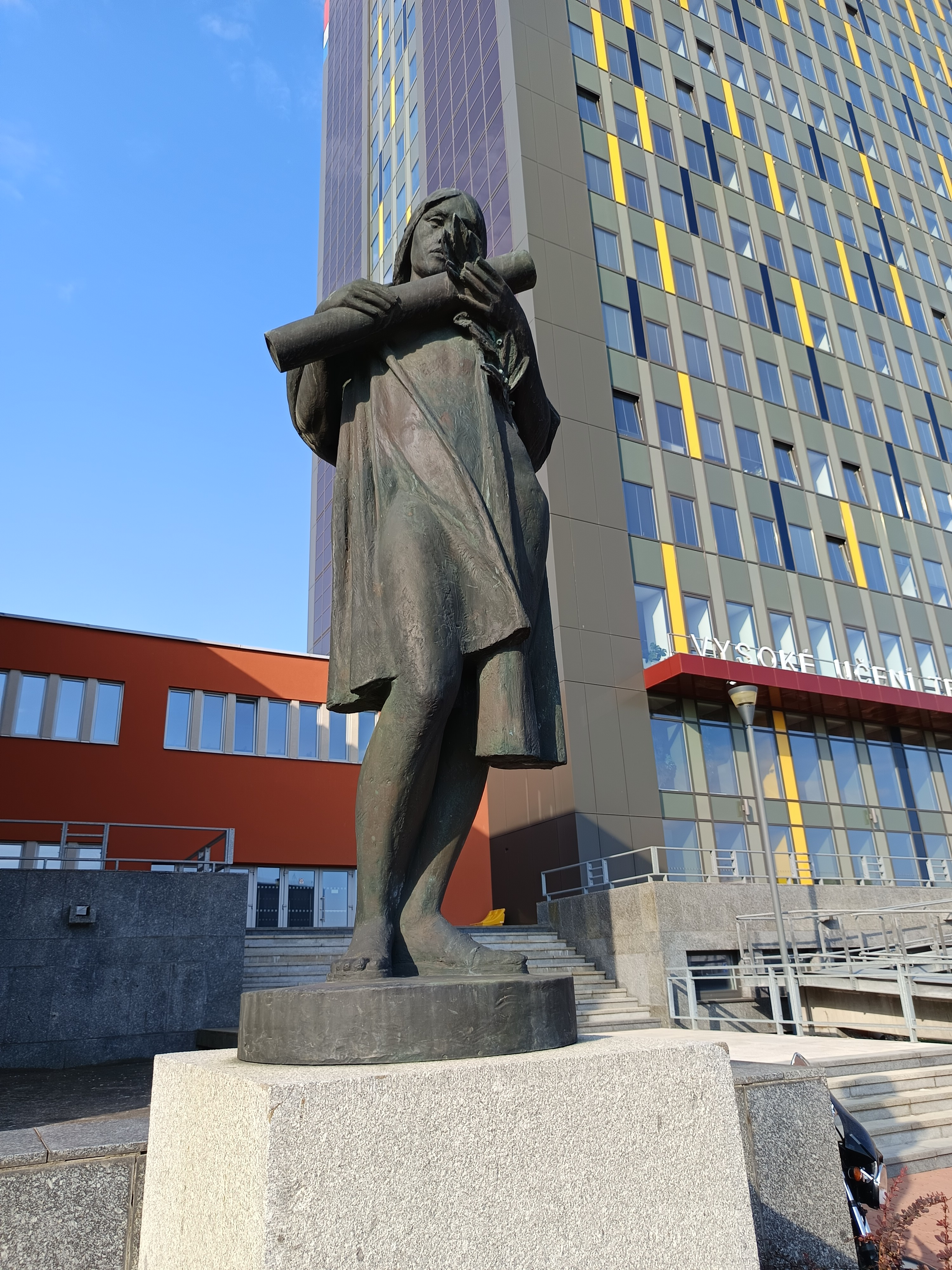
Diplomantka, Brno - Královo Pole 1986

## Výtvarné citace
Axmanovy hojné realizace ve veřejném prostoru se staly častou inspirací současných výtvarných umělců. Například grafik a pedagog z Fakulty výtvarných umění VUT Jan Šrámek vytvořil na motivy dnes už zaniklého sousoší Komunisté, která stála na Moravském náměstí v Brně, sérii grafik. Axmanova socha se stala v rámci festivalu Brno Art Open 2017, pořádaném Domem umění města Brna, tématem site specific monumentální instalace nazvané Zářič.

## Zastoupení ve sbírkách
- Galerie hlavního města Prahy
- Krajská galerie výtvarného umění ve Zlíně, p. o.
- Moravská galerie v Brně
- Muzeum města Brna
- Národní galerie v Praze
- Oblastní galerie Vysočiny v Jihlavě
- Severočeská galerie výtvarného umění v Litoměřicích